# 宇甘西村
宇甘西村（うかいにしそん）は、岡山県御津郡にあった村。現在の岡山市北区の一部にあたる。

## 地理
旭川支流・宇甘川の中流域、吉備高原の南部に位置していた。

## 歴史
- 1889年（明治22年）6月1日、町村制の施行により、津高郡紙工村、虎倉村、勝尾村が合併して村制施行し、宇甘西村が発足[1][2]。旧村名を継承した紙工、虎倉、勝尾の3大字を編成[2]。
- 1900年（明治33年）4月1日、郡の統合により御津郡に所属[1][2]。
- 1953年（昭和28年）4月1日、御津郡牧山村・宇垣村・金川町・宇甘東村、赤磐郡五城村・葛城村と合併し御津郡御津町を新設して廃止された[1][2]。合併後、御津町大字紙工・虎倉・勝尾となる[2]。

## 産業
- 農業、養蚕[2]